# イアン・スタンリー
イアン・スタンリー（Ian Stanley、イアン・クリストファー・スタンリー、1957年2月28日 - ）は、イギリスのミュージシャン、キーボーディスト、ソングライター、音楽プロデューサー。
1980年代にイギリスのバンド、ティアーズ・フォー・フィアーズ（以下、TFF）のメンバーであった。マルチ・プラチナを売上げた2枚目のアルバム『シャウト』を制作する鍵となる役割を果たした。

## 経歴
自分のレコーディング設備をタダで自由に使えるよう提供し、スタンリーはTFFのバック・メンバーとなって最初の3枚のアルバムでキーボードを演奏した。1983年から1985年頃には、数多くの楽曲をローランド・オーザバルと共同で書き、バンドがバースにある彼らのスタジオで作業するような場合には、プロデューサーだったクリス・ヒューズと共に制作チームの要となる存在だった。TFFのプロモーション・ビデオにも幾度となく登場している。「チェンジ」（2人の覆面をした音楽家のうちの1人を演じる）、「マザーズ・トーク」（バージョン1とバージョン3）、「シャウト」「ルール・ザ・ワールド」「ヘッド・オーバー・ヒールズ」など。そして、数多くのテレビ番組でバンドと共に演奏を行った。1983年のライブ・ビデオ『In My Mind’s Eye』やドキュメンタリー・フィルム『シーンズ・フロム・ザ・ビッグチェア』にも登場している。バンドとしては、2回にわたる世界ツアーを行った。
1986年には、プロジェクト「Mancrab」で、ローランドと協力して映画『ベスト・キッド 2』のサントラのためのシングル「フィッシュ・フォー・ライフ」をリリースした。TFFと共に3枚目のアルバム『シーズ・オブ・ラブ』のためにスタンリーも作業を始めたものの、創造性の違いからプロジェクトを離脱（クリス・ヒューズと共に）。しかしながら、彼の貢献はシングル「シーズ・オブ・ラブ」や、B面曲「オールウェイズ・イン・ザ・パスト」「マイ・ライフ・イン・ザ・スーサイド・ランク」に聞きとることができる。
スタンリーは音楽プロデューサーとして1980年代から、ロイド・コール・アンド・ザ・コモーションズ、a-ha、プリテンダーズ、ウルトラ、リパブリカ、ネイミー・コールマン、ステファニー・カーカム、ナタリー・インブルーリア、 プロパガンダ、ヒューマン・リーグ、トーリ・エイモス、シスターズ・オブ・マーシーといったアーティストをプロデュースしてきている。スタンリーはワーナーズ・イースト・ウエスト・レコーズのA&Rも担当したが、1998年に離職している。最近の代表的な仕事は、ザ・ビューティフル・サウスのアルバム『スパービ』。